# Кадуэлл, Чарльз
Чарльз Кэдвелл — профессор школы прикладных наук ныне Западного резервного университета Кейса, в Кливленде, штат Огайо.

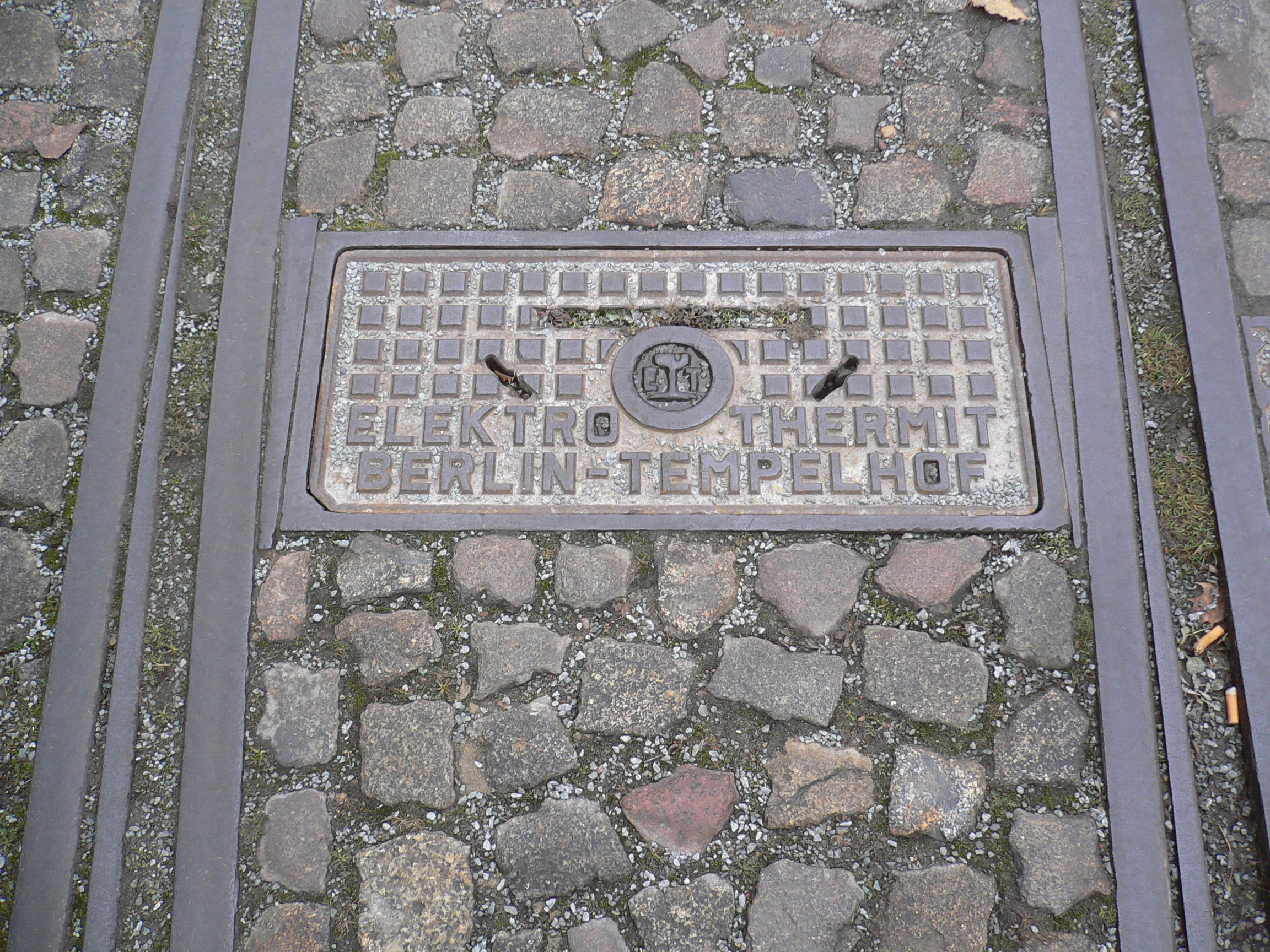
Термитная сварка

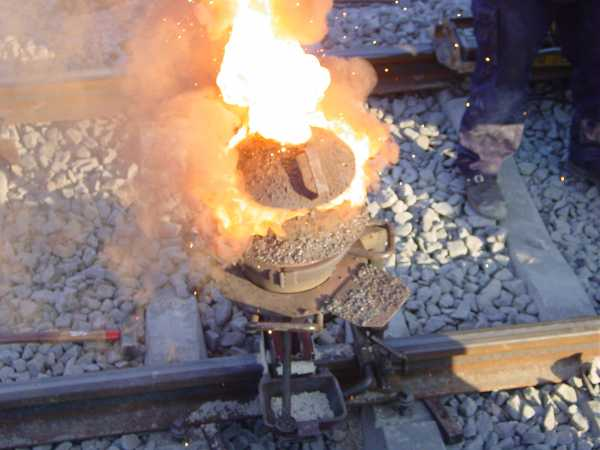
Процесс термитной сварки

В 1938 году он разработал теорию и устройство для экзотермической сварки Николая Николаевича Бекетова, основоположника физической химии и химической динамики, заложившего основы принципа алюминотермии и Ганса Гольдшмидта, соизобретателя амальгама натрия.
Сварочный процесс для термитный сварки использует термит, состоящий из порошкообразной смеси металлического алюминия или магния и железной окалины. Получаемое в результате нагрева жидкое железо, сплавляясь с основным металлом, даёт прочное соединение.
Использованию этого оригинального процесса нашлось применение для сварки железнодорожных путей, которые раньше сваривали с помощью «штырька», забиваемого в отверстия, просверленные в рельсах.